# Рудник Капок
Рудник Капок — колишній гірничодобувний майданчик на північному заході Австралії, що був частиною проекту Леннарт-Шельф.
Поліметалічне (цинково-свинцеве) родовище Капок виявили в 1985-му та ввели в дію у 1997 році. Розробка велась підземним способом з доступом до виробіток через транспортний ухил, а видачу руди на поверхню здійснювали по конвеєру завдовжки 2,8 кілометра.
Віносно потужності копальні відомо, що за шість місяців з жовтня 1998 по березень 1999 вона видобула 247 тисяч тонн руди. Загальні запаси родовища оцінили у 2,8 млн тонн з високим вмістом цільових елементів — в середньому близько 9,6 % цинку та 7,9 % свинцю (втім, також можливо зустріти оцінку у 4,6 млн тонн руди).
Продукція Капок первісно вивозилась у розташовану всього за кілька кілометрів збагачувальну фабрику Кадджебут, а з 2001-го її перенаправили на розташовану за вісім десятків кілометрів збагачувальну фабрику Піллара. Останню модернізували зі збільшенням потужності з розрахунку на поставки з Капок 0,6 млн тонн руди на рік.
Проєктом розробки опікувались австралійська компанія Western Metals, яка невдовзі потрапила у складне фінансове становище. У 2003-му роботи на Капок припинились, а потім копальня пройшла через процедуру рекультивації.
Наприкінці 2000-х анонсували плани розробки сусіднього родовища Капок-Вест з доступом через осушені виробітки рудника Капок, проте наразі вони так і не були реалізовані.